# 12 Stones
12 Stones er en post-grunge rockgruppe fra New Orleans
12 Stones opstod i en lille by kaldet Mandeville, Louisiana (New Orleans).
Indtil forsangeren Paul McCoy dukkede op, var bandet meget stille i deres teenage år da de startede deres band.
Banden fandt hurtigt et pladeselskab i New York ved navn Wind-up Records, som hurtigt skrev kontrakt med det unge band.
Deres første album blev udgivet i 2002 kaldet 12 Stones.
Mere succees efterfulgte:
Forsangeren McCoy har blandt sunget duet med på Evanescence singlen 'Bring me to life'.

## Medlemmer

### Nuværende
- Paul McCoy – vokal
- Eric Weaver – guitar
- Aaron Gainer – trommer, backup-vokal
- Justin Rimer – guitar
- Shawn Wade – bass

### Tidligere
- Kevin Dorr – bass (2000-2004)
- Pat Quave – trommer
- Stephen Poff – guitar
- Clint Amereno – bass (turné)
- Aaron Hill – bass (turné)
- Brandon "Squirly" Werrell – guitar (turné)
- Greg Trammell – guitar
- Cash Melville – guitar
- DJ Stange – bass

## Diskografi

### Album
- 12 Stones (23. april 2002)
- Potter's Field (24. august 2004)
- Anthem for the Underdog (14. august 2007)
- Beneath The Scars (2012)
- Picture Perfect (2017)

### Single
| År   | Sang                      | US Hot 100 | U.S. Modern Rock | U.S. Mainstream Rock | Album                                |
| ---- | ------------------------- | ---------- | ---------------- | -------------------- | ------------------------------------ |
| 2002 | «Broken»                  | -          | -                | -                    | 12 Stones                            |
| 2002 | «The Way I Feel»          | -          | -                | -                    | 12 Stones                            |
| 2003 | «Crash»                   | -          | -                | -                    | 12 Stones                            |
| 2004 | «Far Away»                | -          | -                | #38                  | Potter's Field                       |
| 2004 | «Photograph»              | -          | -                | -                    | Potter's Field                       |
| 2007 | «Lie to Me»               | -          | -                | #24                  | Anthem for the Underdog              |
| 2008 | «Anthem For The Underdog» | -          | -                | -                    | Anthem for the Underdog              |
| 2008 | «Adrenaline»              | -          | -                | #26                  | Anthem for the Underdog              |
| 2009 | «Broken Road»             |            |                  |                      | The Only Easy Day Was Yesterday (EP) |
| 2011 | «Bulletproof»             |            |                  |                      | Beneath the Scars                    |
| 2012 | «Worlds Collide»          |            |                  |                      | Beneath the Scars                    |
| 2012 | «Infected»                |            |                  |                      | Beneath the Scars                    |
| 2012 | «Psycho»                  |            |                  |                      | Beneath the Scars                    |
| 2020 | «Sever»                   |            |                  |                      |                                      |